# Gyrd y Gnupa
Gyrd y Gnupa fueron dos caudillos vikingos de Dinamarca en el siglo X según Svend II de Dinamarca y Adán de Bremen. Ambos eran hijos del monarca sueco Olof el Descarado que conquistó Dinamarca y según la tradición sueca gobernaron juntos en diarquía.
Gnupa (una variante de Knut) se cita en dos de las piedras rúnicas de Sigtrygg erigidas en Schleswig por su esposa Asfrid para su hijo fallecido Sigtrygg Gnupasson. El rey Chnuba se menciona en la crónica anglosajona de Viduquindo de Corvey tras ser derrotado en batalla y forzado a aceptar el bautismo en 934 y en la saga Heimskringla (saga de Olav Tryggvasson) del escaldo islandés Snorri Sturluson menciona al rey Gorm el Viejo como el monarca que le derrotó. No obstante, esta cronología se contradice con Adán de Bremen que sitúa la sucesión y derrota de Sigtrygg durante el arzobispado de Hoger de Bremen (909-915/7). La obra medieval Gesta Danorum del cronista Saxo Grammaticus habla de un noble llamado Ennignup que servía como guardia del joven monarca Canuto, algún tiempo anterior al reinado de Gorm y se ha sugerido que puede ser una confusión de identidades de Gnupa.